# Міжнародний день боротьби за ліквідацію расової дискримінації

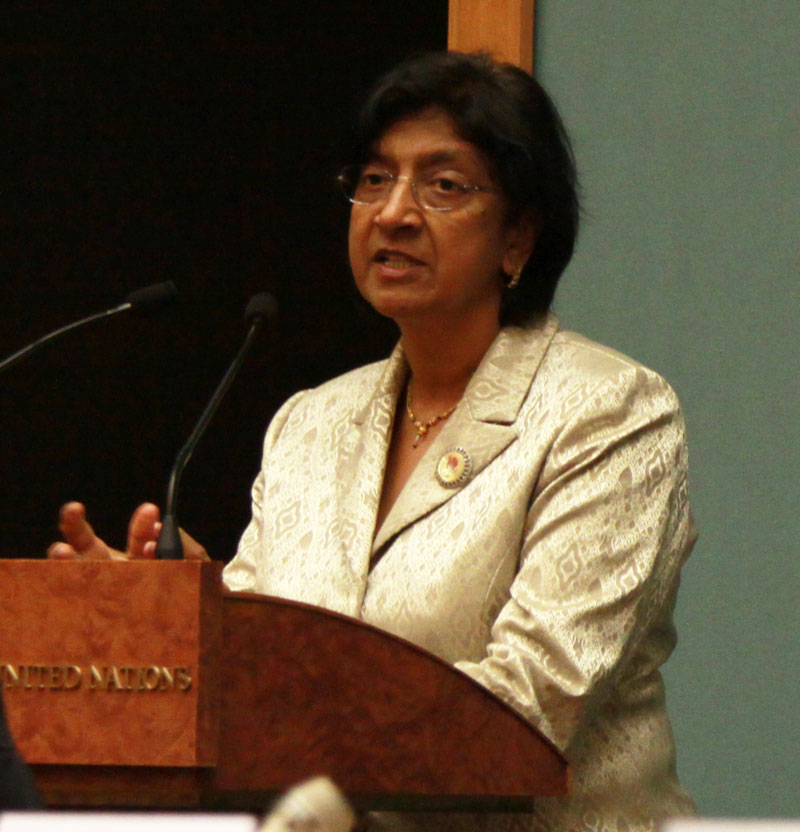
Пані Наванетем Піллей, Верховний комісар із прав людини, у День боротьби з расовою дискримінацією 2010 року. Темою цього року було «Дискваліфікувати расизм». Фото Еріка Брайдерса, 22 березня 2010 р.

Міжнародний день боротьби з расовою дискримінацією відзначається щороку 21 березня. Того дня, в 1960 році, поліція відкрила вогонь і вбила 69 людей на мирній демонстрації в Шарпевілі, ПАР, проти законів про прийняття апартеїду. Проголошуючи день 1966 року, Генеральна Асамблея Організації Об'єднаних Націй закликала міжнародне співтовариство подвоїти зусилля з ліквідації всіх форм расової дискримінації.

## День прав людини в Південній Африці
У Південній Африці День прав людини — державне свято, яке відзначається 21 березня щороку. Цей день вшановує життя тих, хто загинув у боротьбі за демократію та рівні права людини для всіх у Південній Африці під час апартеїду, інституційно расистської системи, побудованої на расовій дискримінації. Бійня в Шарпевілі 21 березня 1960 року є особливим вихідним днем для цього державного свята.

## Теми
Щороку Міжнародний день боротьби з расовою дискримінацією проходить під однією конкретною темою:
- 2010: Дискваліфікувати расизм
- 2014: Роль лідерів у боротьбі проти расизму та расової дискримінації[9]
- 2015: Навчання на трагедіях для боротьби з расовою дискримінацією сьогодні
- 2017: Расове профілювання та розпалювання ненависті, в тому числі в контексті міграції
- 2018: Сприяння толерантності, інклюзії, єдності та повазі різноманітності в контексті боротьби з расовою дискримінацією
- 2019: Пом'якшення та протидія зростаючому націоналістичному популізму та ідеологіям крайньої супремації
- 2020: Визнання, справедливість та розвиток: Проміжний огляд Міжнародного десятиліття для людей африканського походження